# Международное общество гименоптерологов
Международное общество гименоптерологов (англ. International Society of Hymenopterists, ISH) — объединение ученых энтомологов разных стран, занятых исследованиями Перепончатокрылых насекомых (муравьев, наездников, пчёл, шмелей, ос и других представителей отряда Hymenoptera). Основано в 1982 году в Торонто.

## История
Общество гименоптерологов было основано 2 декабря 1982 года на конференции Энтомологического общества Америки, проходившей в Торонто (Канада). Реорганизация проведена в 1991 году, когда было решено издавать свой журнал и у общества появился свой логотип с изображением осы (автор — Michael Prentice).
В настоящее время членами общества состоят более 330 человек.

## Журналы
В 1990 году была создана редакционная коллегия в составе энтомологов Arnold Menke, John Huber, Mark Shaw и David Rosen для выбора главного редактора журнала общества. Им в 1991 году был избран David R. Smith; в 2019 — Michael Ohl. Первый номер журнала вышел в августе 1992 года.
- Journal of Hymenoptera Research (1992; ISSN 13142607, online; ISSN 10709428, print). В феврале 2019 года вышел 68-й том[2].
- ISH Newsletters (1997)

## Конференции
Раз в 4 года общество проводит свои международные конференции или конгрессы (ISH International Conference, International Congress of Hymenopterists).
- 1988 год — Ванкувер, Канада, 6—7 июля 1988 (во время проведения Международного энтомологического конгресса).
- 1991 год — Шеффилд, Великобритания, 11—17 августа 1991[3].
- 1995 год — Дейвис, Калифорния, 13—16 августа 1995.
- 1999 год — Канберра, Австралия, 6—11 января 1999.
- 2002 год — Пекин, Китай, 22—26 июля 2002[4].
- 2006 год — Сан-Сити[англ.], ЮАР, 22—27 января 2006[5].
- 2010 год — Кёсег, Венгрия, 20—26 июня 2010[6].
- 2014 год — Куско, Перу, 20—25 июля 2014[7].
- 2018 год — Мацуяма, Япония, 23-27 июля 2018.

## Президенты общества
- Lubomir Masner (1982—1987)
- Paul Marsh (1988—1992)
- George Eickwort (1992—1994)
- Donald Quicke (1994—1996)
- Jim Carpenter (1996—1998)
- Andrew Austin (1998—2000)
- John LaSalle (2000—2002)
- Lynn Kimsey (2002—2004)
- Denis Brothers (2004—2006)
- Mike Schauff (2006—2008)
- James Woolley (2009—2010)
- John Heraty (2010—2012)
- Jim Whitfield (2012-2016)
- Andrew (Andy) Polaszek (2016-18)
- Barbara Sharanowski (2019)

## Вице-президенты общества
- Charles Michener (1985—1988)
- Zdenek Boucek (1988—1991)